# Тегнер, Ханс
Ханс Тегнер (дат. Hans Tegner, 30 ноября 1853, Копенгаген — 2 апреля 1932, Фредериксберг) — датский художник-иллюстратор.

## Биография
Родился 30 ноября 1853 года в Копенгагене.
Образование получил в Датской академии художеств по классу живописи, которой занимался недолго, последовав своему особенному влечению к деятельности иллюстратора. Первым значительным трудом Тегнера, сразу обратившим на него внимание ценителей искусства и стяжавшем ему громкое имя на родине, были иллюстрации к 3-томному юбилейному изданию комедии «датского Мольера» Людвига Хольберга, вышедшему в 1882 году.
Смелость, оригинальность и выразительность рисунка, верность эпохе, богатство фантазии, юмор, тонкость и глубина характеристики как представленных типов, так и основной идеи произведения, выражающиеся не только в изумительно разнообразных жанровых рисунках, но и в массе виньеток и орнаментов Тегнера, составили ему репутацию крупного художника-иллюстратора и литературно образованного человека, исторически изучавшего дух эпохи. За означенный труд Тегнер получил в награду от датского правительства золотую медаль «Pour le Mérite»; затем на Парижской всемирной выставке 1889 г. был удостоен также золотой медали, а в 1897 году (когда иллюстрированные им комедии Хольберга вышли в свет вторым изданием) звания профессора Датской академии художеств.
В 1890 году появился новый труд Тегнера, усиливший его европейскую известность: в этом году тот же Эрнст Бойесен, которым было предпринято издание комедии Хольберга, приступил к изданию сказок Андерсена с новыми иллюстрациями Тегнер, одновременно на пяти языках, в том числе и на русском (изд. А. Ф. Девриена в 4-ю долю листа, с 42 большими гравюрами и 189 рисунками в тексте; перевод Анны и Петра Ганзен). В лице Тегнера всемирно знаменитый датский сказочник впервые нашёл равного себе по таланту и фантазии иллюстратора, рисунки которого оценены по достоинству и рядовыми ценителями искусств и художниками, датскими и иностранными.